# 梶哲也
梶 哲也（かじ てつや、1926年5月12日 - 2005年8月22日）は、日本の男性俳優、声優。東京府（現・東京都）出身。元テアトル・エコー劇団代表・常務取締役。

## 来歴・人物
東京府北豊島郡板橋町（現 - 東京都板橋区）で生まれる。明治大学中退。
大学在学中に演劇に興味を持つようになり、大学を中退して、1947年8月に劇団薔薇座に入団する。
菊田一夫作の『堕胎医』の骨董商役で初舞台。
俳優の北沢彪に師事し、劇団薔薇座の解散後の1951年にテアトル・エコーの前身であるやまびこ会に参加。テアトル・エコー創立時から代表を務め、劇団内での発言力も強かった。舞台では『表裏源内蛙合戦』『日本人のへそ』などに出演。プレーヤーズセンターに所属していた時期もあった。1951年12月に東京氷川幼稚園内に設立された城北児童劇研究所の代表を村上幸雄、豊田君夫などと務めていた。
声優としてはテレビ草創期から活躍。主に中年役や老人役、滑稽な役や屈強な男の役を演じることが多かった。仮面ライダーシリーズでは、多数の怪人役を演じた。
2005年8月22日、転移性脳腫瘍のため埼玉県富士見市の病院で死去。79歳没。

## 後任
梶の死後、役を引き継いだ人物は以下の通り。
| 後任     | 役名         | 概要作品               | 後任の初担当作品 |
| -------- | ------------ | ---------------------- | ---------------- |
| 龍田直樹 | コウモリボス | チキチキマシン猛レース | 3DO版            |

## 出演

### テレビドラマ
- 私は貝になりたい（1958年） - 刑事
- 不道徳教育講座 第12話「うんとお節介を焼くべし」（1960年）
- 三匹の侍 第6シリーズ 第11話「あゝ武士道」（1968年） - 用人
- 鬼平犯科帳 第64話「女の一念」（1970年）
- 日本任侠伝（語り）
- 一心太助
- コートにかける青春
- 雑居時代（笠原教授）
- 太陽にほえろ!
  - 第158話「顔」（1975年）
  - 第199話「女相続人」（1976年）
  - 第275話「迷路」（1977年）
  - 第354話「交番爆破」（1979年）
  - 第403話「罪と罰」（1980年）
  - 第427話「小さな目撃者」（1980年）
- 無用ノ介
- 6羽のかもめ
- 俺たちの勲章 第11話（1975年） - 金物屋
- 俺たちの朝 第42話「芸術の秋とチャンスとどうしてこうなるの？」（1977年、NTV） - 内科医
- 俺たちは天使だ! 第16話（1978年） - 太平洋銀行支店長
- 気まぐれ本格派 第15話（1978年） - テレビ局員
- 熱中時代・刑事編 第26話「ハッピーだぜ！熱中刑事」（1979年、NTV） - ときわ荘管理人
- 熱中時代 第2シリーズ 第36話「熱中先生と生徒会長」（1981年、NTV） - 父親・昌彦

### 映画
- 日本沈没（1973年） - 海洋学者[17]

### 舞台
- 堕胎医（1947年、劇団薔薇座） - 骨董商※能勢山誠一名義[18]
- 若きこころの群像（1948年、劇団薔薇座） - 野本[19]
- お前もまた美しい（1948年、劇団薔薇座） - 忠清[19]
- 恐るべき子供たち（1948年、劇団薔薇座） - 竹[19]
- 長崎の鐘（1949年、劇団薔薇座） - 川口助教授[20]
- 冷凍部隊（1949年、劇団薔薇座） - 三村[20]
- 地球は円い（1957年、劇団七曜会） - フラ・マリアーノ[21]
- 夜が追ってくる（1959年、テアトル・エコー） - 殺し屋[22]
- 新ハムレット（1960年、テアトル・エコー） - クローディアス[23]
- 日本人のへそ（1969年、テアトル・エコー） - 患者[24]
- 表裏源内蛙合戦（1970年、テアトル・エコー） - 三井高光[25]
- うるわしのバカ娘（1970年、テアトル・エコー） -ラブラッシュ[26]
- マリリン・モンロー（1972年、テアトル・エコー） - 刑事[27]
- 日本人のへそ（1972年、テアトル・エコー） - 右翼[28]
- 珍訳聖書（1973年、テアトル・エコー） -浅草署の交通部長[29]
- 11ぴきのねこ（1973年、テアトル・エコー） - にゃん次 ※峰恵研とのダブルキャスト[30]

### 特撮
1964年
- 忍者部隊月光（ギロス代表）

1968年
- 怪奇大作戦（解剖医師）

1969年
- バンパイヤ 17話（バンパイヤA）

1971年
- 帰ってきたウルトラマン（岸田の父・敬蔵の声、宇宙怪人ゼラン星人の声、吸血宇宙星人ドラキュラスの声）
- 仮面ライダー（カニバブラーの声）
- チビラくん（ババヤンの声）

1972年
- ウルトラマンA（第26話のウルトラの父の声）
- 仮面ライダー対ショッカー（再生ハエ男の声、再生カニバブラーの声、再生スノーマンの声、再生さそり男の声、再生ギルガラスの声）
- 変身忍者 嵐（化身忍者の声）

1974年
- エスパイ
- ノストラムダムスの大予言（黒人代表の声）

1975年
- 仮面ライダーストロンガー（アナウンサーの声）
- 秘密戦隊ゴレンジャー（湯沢博士）

1976年
- 宇宙鉄人キョーダイン（ロボンフッド2の声）
- 円盤戦争バンキッド（1976年 - 1977年、ユーブロ少佐の声、キューガ大佐の声、エーガリン中将の声）
- ザ・カゲスター（西園寺博士、ドクガルダーの声、カラスガーの声）
- 超神ビビューン（1976年 - 1977年、ガリキの声、再生ガリキの声、再生マツボの声）

1977年
- バトルホーク（ギルガーの声）

1979年
- スカイライダー（1979年 - 1980年、キノコジンの声、カニンガージンの声、ドクガンバ2世の声）

1980年
- 仮面ライダー 8人ライダーVS銀河王
- 仮面ライダースーパー1（1980年 - 1981年、ファイヤーコングの声、スパイダーババンの声、ライオンサンダーの声、マッハローラーの声、ドクロボールの声）

### テレビアニメ
1963年
- エイトマン

1969年
- 海底少年マリン（カリガリ博士）
- ひみつのアッコちゃん（第1作）（松本博士、ジョージの父）

1970年
- 魔法のマコちゃん（浦島老人）
- 昆虫物語 みなしごハッチ

1971年
- 原始少年リュウ（1971年 - 1972年）
- 珍豪ムチャ兵衛
- ふしぎなメルモ

1972年
- 正義を愛する者 月光仮面（山脇博士）

1976年
- 母をたずねて三千里（メレッリ）

1977年
- ルパン三世 (TV第2シリーズ)（1977年 - 1979年）

1978年
- 100万年地球の旅 バンダーブック（ビドル大統領）

1979年
- 宇宙戦艦ヤマト2（地球大統領）

1982年
- 白い牙 ホワイトファング物語（スリー・イーグル）

1983年
- レディジョージィ（ケビン〈2代目〉）

1984年
- ルパン三世 PARTIII（1984年 - 1985年）

### 劇場アニメ
- 海底3万マイル（1970年、イサムの父[34]）
- パンダコパンダ（1972年、万屋のおじさん[35]）
- さらば宇宙戦艦ヤマト 愛の戦士たち（1978年、大統領[36][33]）
- 象のいない動物園（1982年、園長[33]）
- カッくんカフェ（1984年、三木武夫）
- 銀河鉄道の夜（1985年、車掌）
- 王立宇宙軍 オネアミスの翼（1987年、貴族C）

### OVA
- 銀河英雄伝説（1989年 - 1991年、カストロプの家臣、オルラウ）
- TAMA&FRIENDS 3丁目物語（1989年）

### 人形劇
- ネコジャラ市の11人（1970年 - 1973年、カラスの勘三郎）

### 吹き替え

#### 洋画
- 愛は霧のかなたに（ルイス・リーキー〈イアン・カスバートソン〉）※ソフト版
- アウター・リミッツ（バイロン・マックス / ヘロシアン）
- 俺たちは天使じゃない（フェリックス〈レオ・G・キャロル〉）※フジテレビ版
- キング・コング（エングルホーン船長〈フランク・ライヒャー〉）※NHK版
  - コングの復讐
- 絞殺魔（署長）
- さすらいの航海（ロバート・ホフマン〈ギュンター・マイスナー〉）※テレビ朝日版
- 砂漠の鬼将軍（ゲルト・フォン・ルントシュテット元帥〈レオ・G・キャロル〉）※NET版
- 死海殺人事件（カーベリー大佐〈ジョン・ギールグッド〉）
- スター・ウォーズ エピソード5/帝国の逆襲（ワイロン・サーパー〈バーネル・タッカー〉）※劇場公開版（DVDリミテッドエディション収録）
- 戦争と平和（ニコライ・ボルコンスキー老公爵〈アナトリー・クトーロフ〉）※ビデオ版
- 渚にて（ジュリアン・オズボーン博士〈フレッド・アステア〉）※NET版
- 白鯨（ピーター・コフィン〈ジョセフ・トメルティ〉）※NET版
- 北海ハイジャック（オラフセン船長〈ジャック・ワトソン〉）※テレビ朝日版
- マイ・フェア・レディ（アルフレッド・ドゥーリトル〈スタンリー・ホロウェイ〉）※TBS版（BD収録）
- ミッドナイト・エクスプレス
- レインマン（ジョン・ムーニー〈ジョン・マードック〉）※ソフト版
- ロマンシング・アドベンチャー/キング・ソロモンの秘宝 ※テレビ朝日版

#### 海外ドラマ
- ジェシカおばさんの事件簿 #9（トム・キャシディ〈フォレスト・タッカー〉）、#51（ストーナム教授〈ジョージ・グリザード〉）
- 逃亡者 #114（ホセ・アンザ〈ギルバート・ローランド〉）
- 特攻ギャリソン・ゴリラ #8（クローネ〈ピーター・ブロッコ〉）
- 将軍 SHŌGUN（セバスチオ神父〈レオン・セリック〉）

#### 海外アニメ
- コルドロン（ネコジャラ）
- ダンボ ※1983年再公開版
- チキチキマシン猛レース（コウモリボス）
- ピーター・パン（海賊）※1984年再公開版
- ピノキオ ※1983年再公開版
- ディック・トレイシー（ジルバ、ダンディー）
- 101匹わんちゃん（整備士）※1981年再公開版